# Італійська Триполітанія
Італійська Триполітанія (італ. Tripolitania Italiana) — колишня італійська колонія, що розташовувалася в сучасній західній Лівії. Існувала в 1927-1934 та була частиною італійської північноафриканської території, завойованої в 1911. Включала західну частину північної Лівії, з містом Триполі як столицю.

## Історія
Італійські Триполітанія та Киренаїка стали незалежними колоніальними утвореннями у Північній Африці у 1927.
Велика кількість італійських колоністів переїхала до Триполітанії наприкінці 1930-х. Ці поселенці оселилися насамперед у районі столиці — Триполі.
У 1939 у всій Триполітанії налічувалося майже 60 000 італійців, більшість яких жило в Триполі (близько 40 %). Як наслідок, у всій Триполітанії почалося економічне зростання. Наприклад, італійці проводили Гран-прі Триполі — всесвітньо відомий автопробіг.
У 1934 італійські Триполітанія та Киренаїка стали частиною італійської Лівії.

## Інфраструктура
В італійській Триполітанії більшість інфраструктури було створено руками італійців. Найбільш важливими із споруд періоду італійського правління були прибережна дорога між Триполі та Бенгазі та залізниці. Крім того, італійцями було розширено порт Триполі та побудовано аеропорт Триполі.

## Основні військові та політичні події
- 1911 — Початок італо-турецької війни. Італійське завоювання Триполі.
- 1912 — Лозаннський договір, закінчення італо-турецької війни. Триполітанія та Киренаїка були передані Італії.
- 1934 — Триполітанія включена до складу колоній Лівії.